# クリスチャン (デンマーク皇太子)
クリスチャン（Prins Christian til Danmark、全名：Christian Valdemar Henri John、2005年10月15日 - ）は、デンマーク国王フレデリック10世と王妃メアリーの長子でデンマーク王太子、モンペザ伯爵。王位継承権は第1位。妹のイサベラ、そして双子の弟妹、ヴィンセント王子、ヨセフィーネ王女がいる。

## 略歴
コペンハーゲン大学病院で誕生。
出生時の体重は3.5キログラム、
身長は51センチ。2005年10月15日の昼、王子誕生を祝うためにホルメン海軍基地で21発の祝砲が撃たれた。
クロンボー城では、王家に子供が誕生したことを知らせる印が付けられた。同時刻には、公共バスや公官庁で、デンマーク国旗が掲げられた。日没時には、国中でのろし火がたかれ、沿岸警備隊の艦船からサーチライトで首都が照らされた。王太子妃メアリーの出身国オーストラリアでも、王子誕生を祝うのろし火がたかれた。
2006年1月21日、クリスチャンスボー宮殿付属教会で、洗礼式が行われ、計8人が名付け親となった。
- ノルウェー王太子ホーコン
- ノルウェー王太子妃メッテ＝マリット
- スウェーデン王太女ヴィクトリア
- デンマーク王子ヨアキム→叔父
- ギリシャのパウロス王太子（フレデリック10世の従兄、マルグレーテ2世の妹アンナ＝マリアギリシャ王妃の長男）
- ジェーン・スティーヴンス（伯母で当時の王太子妃メアリーの姉）
- 王太子夫妻の友人夫妻

クリスチャンの全名は、全て縁者に由来する。
- クリスチャン（Christian）は、クリスチャン10世から。デンマーク王家の王位継承者は『クリスチャン』か『フレデリック』となるのが伝統となっている。
- ヴァルデマー（Valdemar）は、ヴァルデマー4世から。中世のデンマーク王家でよく使われる名前。
- アンリ（Henri）は、父方の祖父ヘンリク（アンリ）から。
- ジョン（John）は、母方の祖父ジョン・ドナルドソンから。

2007年3月27日から、王太子夫妻の居住するフレデンスボー（コペンハーゲンの北35キロにある町）の保育園に通っていた。
2011年8月からゲントフテにある公立小学校に通っている。クリスチャンはデンマーク王室において初めて保育園に通い、公立小学校に行く王子になる。
2023年12月31日、祖母・マルグレーテ2世が高齢と健康上の理由に退位を表明。
2024年1月14日に、父・フレデリックが即位（フレデリック10世）した為、正式にクリスチャン皇太子（Kronprins Christian）となった。